# Thomas Walch

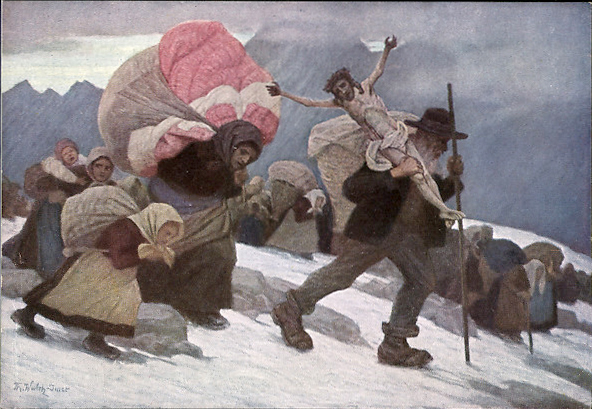
Zerreißung Tirols (Die Heimatlosen), nach 1919

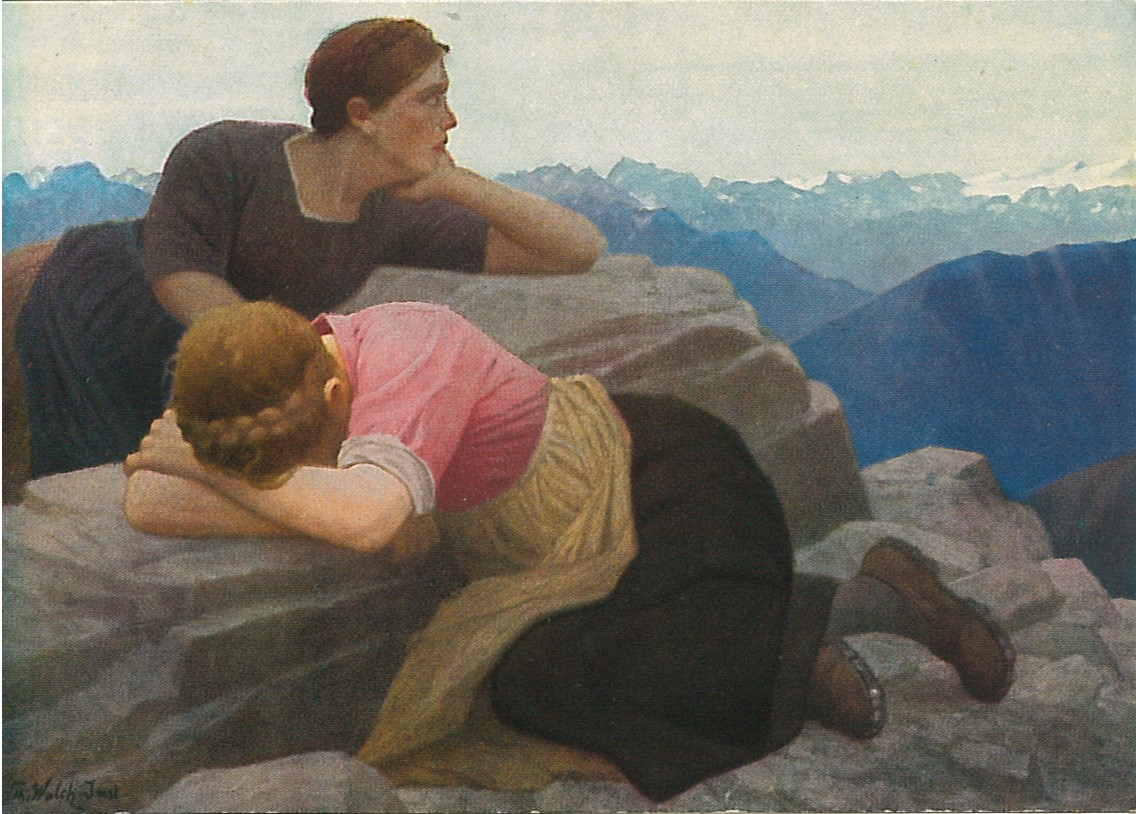
Verlorene Heimat (Ausgewiesen), nach 1919

Thomas Walch (* 28. Dezember 1867 in Imst, Österreich-Ungarn; † 10. Dezember 1943 in Imst) war ein österreichischer Maler.

## Leben
Thomas Walch wurde 1883 Lehrling beim Kirchenmaler Ferdinand Müller in Imst und 1886 Kirchenmaler-Geselle. Er begab sich 1887 auf eine Wanderung durch Bayern, von Franz von Defregger empfohlen besuchte er von Oktober 1890 bis März 1891 in München die private Malschule von Ludwig Schmid-Reutte und Friedrich Fehr. Von Oktober 1892 bis Februar 1893 studierte er an der Kunstgewerbeschule im Österreichischen Museum in Wien.
Seit April 1894 war er in Brixen im Südtirol als Porträtmaler tätig. Im August 1894 besuchte er Ungarn, das Jahr 1895 verbrachte er in München und Imst,	1896 besuchte er wieder Ungarn und Rumänien.
Thomas Walch studierte seit dem 3. November 1897 an der Königlichen Akademie der Künste in München bei Nikolaus Gysis und Franz von Defregger. 1908 wurde er Mitglied der Münchner Künstlergenossenschaft.
1909 wurde er durch Kaiser Franz Joseph I. mit einer Brillantnadel ausgezeichnet.
Von 1914 bis 1916 war er als freiwilliger Kriegsmaler im Ersten Weltkrieg tätig, danach kam er nach Imst zurück. Er gehörte zu den Mitbegründern des Museumsvereins in Imst.
Am 10. April 1923 heiratete er die Lehrerin Jakobine Gfall. Sie veröffentlichte in Form von Postkarten etwa 50 Reproduktionen seiner patriotischen, als Originale in Öl gefertigten Bilder, die vor allem auf die Abtrennung Südtirols 1919/20 Bezug nahmen und insbesondere im Rahmen der Südtiroler Option von 1939/40 hohe Popularität erreichten.
1921 wurde Thomas Walch zum Ehrenbürger von Imst ernannt. Um 1926 gründete er eine Verlagsanstalt.